# Tukulti-Ninurta I
Tukulti-Ninurta I, il cui significato è la mia fiducia è in [il dio guerriero] Ninurta (fl. XIII secolo a.C.), fu re degli Assiri.
Egli succedette a Salmanassar I, suo padre e conseguì una grande vittoria contro gli ittiti nella battaglia di Nihriya nella prima metà del suo regno.
In seguito, Tukulti-Ninurta I sconfisse il re cassita Kashtiliashu IV, conquistando così la città rivale di Babilonia per garantire la piena supremazia assira in Mesopotamia. Kashtiliashu IV venne catturato e deportato in Assiria.
Tukulti-Ninurta assume direttamente il controllo della parte meridionale della Mesopotamia; il suo regno a Babilonia durò sette anni. Dopo una ribellione, saccheggiò i templi di Babilonia, e più tardi cominciò a costruire una nuova capitale, di fronte alla città di Assur, che venne chiamata Kar-Tukulti-Ninurta. Tuttavia, i suoi figli si ribellarono contro di lui e lo assediarono nella sua nuova città. 
Durante l'assedio fu assassinato. Uno dei figli, Assur-nadin-apli, gli sarebbe succeduto sul trono.
Dopo la sua morte, l'impero Assiro cadde in declino. 
Il poema epico Tukulti-Ninurta descrive la guerra tra Tukulti-Ninurta I e Kashtiliashu IV.